# Wendee Lee
Wendee Lee Spindler (Los Ángeles, 20 de febrero de 1960) más conocida profesionalmente como Wendee Lee es una actriz y directora de doblaje estadounidense en la industria del anime y los videojuegos. Su primer papel de voz de anime fue en Robotech en la década de 1980, donde dobló a Vanessa Leeds. Ella dobló a Scorpina en Mighty Morphin Power Rangers.
Algunos de sus papeles principales en el anime incluyen a Kei en el doblaje de Pioneer de Akira, Faye Valentine en Cowboy Bebop, Myōjin Yahiko en Rurouni Kenshin, T.K. Takaishi en Digimon Adventure, Haruhi Suzumiya en Suzumiya Haruhi no Yūutsu y Konata Izumi en Lucky☆Star. También ha trabajado como directora de ADR en Bleach, Love Hina y Outlaw Star y como directora de casting en The Night B4 Christmas. En 2014-2015, ella dobló a Reina Serenity en la versión de Viz Media de la clásica serie Sailor Moon y la nueva serie Sailor Moon Crystal.

## Carrera
Lee creció en el área de Los Ángeles, y también en San Francisco. Estudió danza y teatro y más tarde se convirtió en bailarina a tiempo completo en su adolescencia. Según su entrevista en los DVD de Magic Knight Rayearth, ella comenzó a hacer voces en la escuela y se metió en problemas por eso. Su primer papel en el anime fue en la producción de Harmony Gold Robotech en la década de 1980, donde dobló a Vanessa Leeds, una de las operadoras a bordo del SDF-1 Macross. También trabajó con Streamline en varias producciones de anime, incluyendo Dragon Ball. Continuaba bailando y trabajaba a tiempo parcial como maquilladora, coreografía e instrucción de danza.

## Filmografía

### Series animadas
| Año     | Serie                | Papel             | Notas                                  | Fuente |
| ------- | -------------------- | ----------------- | -------------------------------------- | ------ |
| 1989–90 | Wisdom of the Gnomes | Bruna             |                                        | [ 6 ]  |
| 2004–05 | Megas XLR            | Kiva Andru, otros |                                        | [ 6 ]  |
| 2009    | Superman: Red Son    | Mujer Maravilla   | Motion comic                           | [ 6 ]  |
| 2015    | Ever After High      | Lizzie Hearts     | Series de Netflix Ep. "Spring Unsprung | [ 7 ]  |

### Películas animadas
| Año  | Serie                            | Papel                                           | Notas                                                   | Fuente |
| ---- | -------------------------------- | ----------------------------------------------- | ------------------------------------------------------- | ------ |
| 1985 | Codename: Robotech               | Vanessa Leeds                                   | Episodio piloto para la serie Robotech.                 |        |
| 2000 | Digimon: La película             | Young TK, Little Girl 1, Party Girl 1, Kokomon  |                                                         |        |
| 2006 | Arthur's Missing Pal             | Prunella, Mary Moo Cow                          |                                                         | [ 6 ]  |
| 2009 | Superman: Red Son                | Mujer Maravilla                                 |                                                         | [ 6 ]  |
| 2012 | Lego Friends                     | Tia sofia                                       | New Girl in Town                                        | [ 8 ]  |
| 2013 | The Snow Queen                   | Comerciante, Flower Lady Hija, Mujer Lapp, Irma |                                                         | [ 6 ]  |
| 2015 | Monster High: Boo York, Boo York | Nefera de Nile                                  |                                                         | [ 9 ]  |
| 2015 | El Cascanueces                   | Madre, Princesa Mermelada, Ratones              |                                                         | [ 6 ]  |
| 2016 | The Adventures of Panda Warrior  | Bobby Bunny, Princesa Angélica                  | También directora de doblaje en inglés y guionista ADR. | [ 6 ]  |

### Live-Action
| Año     | Serie                        | Papel          | Notas            | Fuente              |
| ------- | ---------------------------- | -------------- | ---------------- | ------------------- |
| 2004    | Alive!                       | Yurika Saegusa |                  | [ 10 ]              |
| 1993–95 | Mighty Morphin Power Rangers | Scorpina       | Como Wendee Swan | [ 11 ] [ 12 ] [ 6 ] |
| 1998    | Power Rangers in Space       | Alpha 6        |                  | [ 6 ]               |
| 1999    | Power Rangers Lost Galaxy    | Alpha          |                  | [ 6 ]               |

### Videojuegos
| 2001 | Fear Effect 2: Retro Helix                           | Hana                            |                                         | [ 6 ]    |                                   |                     |               |        |
| 2001 | The Bouncer                                          | Leann Caldwell                  |                                         | [ 6 ]    |                                   |                     |               |        |
| 2002 | Digimon Rumble Arena                                 | Young TK                        |                                         | [ 6 ]    |                                   |                     |               |        |
| 2002 | Soulcalibur II                                       | Chai Xianghua                   |                                         | [ 6 ]    |                                   |                     |               |        |
| 2003 | .hack//Infection                                     | BlackRose                       |                                         | [ 6 ]    |                                   |                     |               |        |
| 2003 | .hack//Mutation                                      | BlackRose                       |                                         | [ 6 ]    |                                   |                     |               |        |
| 2003 | .hack//Outbreak                                      | BlackRose                       |                                         | [ 6 ]    |                                   |                     |               |        |
| 2004 | .hack//Quarantine                                    | BlackRose                       |                                         | [ 6 ]    |                                   |                     |               |        |
| 2005 | Tales of Legendia                                    |                                 | Director                                | [ 13 ]   |                                   |                     |               |        |
| 2006 | Xenosaga Episode III: Also sprach Zarathustra        | Nigredo                         | También voz sobre director y guionista. | [ 14 ]   |                                   |                     |               |        |
| 2006 | Tales of the Abyss                                   |                                 | Directora de doblaje                    | [ 15 ]   |                                   |                     |               |        |
| 2006 | .hack//G.U. vol.1//Rebirth                           | Zelkova                         |                                         | [ 6 ]    |                                   |                     |               |        |
| 2007 | Rogue Galaxy                                         | Queen Freidias, Mother Rune     | También directora de doblaje            | [ 6 ]    |                                   |                     |               |        |
| 2007 | .hack//G.U. vol.2//Reminisce                         | Zelkova                         |                                         | [ 6 ]    |                                   |                     |               |        |
| 2007 | .hack//G.U. vol.3//Redemption                        | Zelkova, voces misceláneas      |                                         | [ 6 ]    |                                   |                     |               |        |
| 2008 | Tales of Symphonia: Dawn of the New World            |                                 | Directora                               | [ 16 ]   |                                   |                     |               |        |
| 2009 | Klonoa                                               | Karal, Moon Queen               |                                         | [ 6 ]    |                                   |                     |               |        |
| 2009 | MagnaCarta 2                                         | Melissa Tiss                    |                                         | [ 6 ]    |                                   |                     |               |        |
| 2011 | Dead or Alive: Dimensions                            | Ayane                           |                                         | [ 6 ]    |                                   |                     |               |        |
| 2012 | Tales of Graces                                      | Joven Richard                   | Sin acreditar                           | Facebook |                                   |                     |               |        |
| 2012 | Persona 4 Arena                                      | Fuuka Yamagishi                 |                                         |          |                                   |                     |               |        |
| 2012 | Ninja Gaiden 3                                       | Sanji                           |                                         | [ 6 ]    |                                   |                     |               |        |
| 2013 | Persona 4 Arena Ultimax                              | Fuuka Yamagishi                 |                                         |          |                                   |                     |               |        |
| 2013 | Hyperdimension Neptunia Victory                      | Blanc/White Heart               | Sin acreditar                           | [ 17 ]   |                                   |                     |               |        |
| 2013 | Fire Emblem Awakening                                | Avatars                         |                                         | [ 6 ]    |                                   |                     |               |        |
| 2013 | Naruto Shippuden: Ultimate Ninja Storm 3             | Yugito Ni'i                     |                                         | [ 6 ]    |                                   |                     |               |        |
| 2013 | Killer Is Dead                                       | Alice, Koharu                   |                                         | [ 6 ]    |                                   |                     |               |        |
| 2014 | Hyperdimension Neptunia: Producing Perfection        | Blanc / White Heart             | Sin acreditar                           | [ 18 ]   |                                   |                     |               |        |
| 2014 | Persona Q: Shadow of the Labyrinth                   | Fuuka Yamagishi                 |                                         | 2014     | Hyperdimension Neptunia Re;Birth1 | Blanc / White Heart | Sin acreditar | [ 19 ] |
| 2015 | Hyperdimension Neptunia Re;Birth2 Sisters Generation | Blanc / White Heart             | Sin acreditar                           | [ 20 ]   |                                   |                     |               |        |
| 2016 | Phoenix Wright: Ace Attorney − Spirit of Justice     | Athena Cykes                    | También directora de doblaje            | [ 21 ]   |                                   |                     |               |        |
| 2017 | Fire Emblem Heroes                                   | Veronica, Lyn, Sophia, Maria    |                                         | [ 6 ]    |                                   |                     |               |        |
| 2017 | .hack//G.U. Last Recode                              | Zelkova, Voces adicionales      |                                         | [ 6 ]    |                                   |                     |               |        |
| 2017 | Danganronpa V3: Killing Harmony                      | Miu Iruma                       | También directora de doblaje            |          |                                   |                     |               |        |
| 2018 | Detective Pikachu                                    | Dorothy Fisher, Louise Mulligan |                                         | [ 6 ]    |                                   |                     |               |        |
| 2019 | Devil May Cry 5                                      | Trish, Eva                      |                                         | [ 6 ]    |                                   |                     |               |        |
| 2022 | Skullgirls                                           | Black Dalhia's                  |                                         |          |                                   |                     |               |        |

### Documentales
| Año  | Serie                      | Papel      | Notas | Fuente |
| ---- | -------------------------- | ---------- | ----- | ------ |
| 2008 | Adventures in Voice Acting | Ella misma |       |        |